# J to tha L–O! The Remixes
J to tha L–O! The Remixes é o primeiro álbum de remixes da atriz e artista musical estadunidense Jennifer Lopez. O seu lançamento ocorreu em 5 de fevereiro de 2002, através da Epic Records. Contém remixes dos álbuns anteriores da cantora, On the 6 (1999) e J.Lo (2001), bem como a faixa inédita "Alive". As canções foram remixadas com a produção adicional de RJ Schoolyard, Irv Gotti, 7 Aurelius, Cory Rooney, Dan Shea, Poke and Tone, Sean Combs, Mario Winans, Darkchild, Big Pun, Pablo Flores, Sack International e Hex Hector. O trabalho também apresenta participações de Fat Joe, Ja Rule, Caddillac Tah, 50 Cent, P. Diddy e G. Dep.
Musicalmente, é um álbum que deriva do Electro-R&B, do hip hop, do pop e da música dance. O projeto obteve análises mistas da mídia especializada, em que alguns resenhadores criticaram a sua produção, enquanto outros prezaram os vocais de Lopez e as participações. Comercialmente, obteve um desempenho favorável, atingindo as dez melhores posições na Alemanha, na Bélgica, na Europa e em outros quatro territórios. Nos Estados Unidos, tornou-se o primeiro álbum de remixes a liderar a tabela Billboard 200 após debutar na primeira posição da tabela supracitada. Mais tarde, foi certificado como platina pela Recording Industry Association of America (RIAA), denotando vendas de 1 milhão de cópias em território estadunidense. Mundialmente, comercializou mais de três milhões de cópias, cujo êxito o classificou como o quinto álbum de remixes mais vendidos de todos os tempos.
Para promover o projeto, três singles foram lançados a partir de seu alinhamento. O primeiro, "Ain't It Funny (Murder Remix)", conta com a participação de Ja Rule e Caddilac Tah, e tornou-se a terceira canção de Lopez ao atingir a primeira posição da Billboard Hot 100. O segundo, "Alive", obteve análises mistas e foi lançado apenas em rádios estadunidenses, atingindo a vice-liderança do periódico genérico Hot Dance Club Songs. A terceira e última faixa de trabalho retirada do projeto foi "I'm Gonna Be Alright (Trackmasters Remix)"; a sua versão original conta com 50 Cent e foi editada uma segunda versão para as rádios, que conta com a participação do rapper Nas, cujo fato gerou controvérsia. Comercialmente, atingiu as dez melhores posições na Bélgica, na Dinamarca, nos Estados Unidos, na Europa e em outras cinco regiões.

## Antecedentes e desenvolvimento
Em janeiro de 2001, Lopez lançou seu segundo álbum de estúdio J.Lo, que debutou na liderança da Billboard 200 ao comercializar 272 mil cópias em sua semana de lançamento; naquela mesma semana, ela lançou o filme The Wedding Planner, que foi o filme com maior bilheteria da mesma semana, tornando Lopez a primeira artista a conseguir um álbum e um filme debutando na primeira posição nos Estados Unidos. Este êxito fez a Epic Records relançar o álbum em 24 de julho do mesmo ano para comemorar o 32º aniversário da cantora. Após o relançamento do projeto, a gravadora anunciou planos do primeiro álbum de remixes da artista. Em 18 de dezembro seguinte, a MTV anunciou que Lopez estava trabalhando com Ja Rule — que havia trabalhado com Lopez em "I'm Real (Murder Remix)", que liderou a Billboard Hot 100 — e outros artistas para o projeto, cujo lançamento ocorreria em fevereiro de 2002. Também foi anunciado que a cantora estava retrabalhando em "Ain't It Funny" para uma versão Murder Remix, que contaria com a participação de Ja Rule. Ashanti escreveu três versos desta nova versão e os mostrou para Lopez, dizendo: "Eu recebi um telefonema de [Irv] Gotti, em Los Angeles. Ele me pediu para escrever outro verso (...) eu tive que escrevê-lo através do telefone e Irv escreveu os outros dois". Os vocais de Ashanti foram posteriormente adicionados na versão final como vocais de apoio.
Em 18 de janeiro de 2002, a Epic Records confirmou que Lopez lançaria um DVD ao vivo e um álbum de remixes "logo". O ex-namorado de Lopez Sean Combs produziu uma nova versão de "Feelin' So Good" e é o artista participante desta nova versão. "Alive", uma balada criada para o filme de terror Enoguh (2002), foi a única faixa original escrita por Lopez e seu ex-namorado Chris Judd. Liricamente, trata de nunca mais estar com medo e de sempre estar vivo. Poke and Tone produziram um remix de "I'm Gonna Be Alright", que serviu como o terceiro single oficial do álbum; os vocais dos rappers 50 Cent e Nas foram adicionados a versões separadas da canção em sua versão comercial. Este fato gerou controvérsia; Lopez e a Epic Records escolheram Nas para ser o artista participante na versão da canção enviada à rádios, devido à sua popularidade em tabelas musicais, o que chateou 50 Cent, que se sentiu traído por Nas. Apesar disso, 50 Cent era um futuro artista na época. De acordo com rumores, 50 Cent tinha sentimentos não rígidos para Lopez, mas tinha "ódio" de Nas. A assessoria de Lopez confirmou que isso foi apenas estratégias de negócio. Sobre a situação, 50 Cent comentou:
| “ | Você sabe que eu e Nas éramos legais e bons colegas. Eu não entendia suas ações. A primeira coisa que comecei a sentir dele foi através de Jennifer Lopez. Eu tinha feito uma gravação no disco de Lopez e depois eu levei um tiro; esta é a primeira coisa que eu estou tentando fazer. Irv [Gotti] estava correndo por aí, chamando todo mundo e dizendo que não iria fazer negócios com os caras que fazem negócios com ele, e nós não estamos acabando com ele. Na época, eles estavam vendendo discos para que as pessoas não pesam valor pelo que você pode fazer por eles, e eles estavam virando-se para Irv e realmente me tiraram do disco e colocar Nas nele, porque ela estava em Columbia e ele também. | ” |

## Faixas
| Edição padrão |                                                             | |         |  |
| N.º           | Título                                                      | Compositor(es) | Duração |  |
| 1.            | "Love Don't Cost a Thing" (RJ Schoolyard Mix com Fat Joe)   | Damon Sharpe, Greg Lawson, Georgette Franklin, Jeremy Monroe, Amille Harris, Joe Cartagena                                    | 4:18    |  |
| 2.            | "Ain't It Funny" (Murder Remix com Ja Rule e Caddillac Tah) | Jennifer Lopez, Cory Rooney, Irv Gotti, 7 Aurelius, Ja Rule, Caddillac Tah                                                    | 3:49    |  |
| 3.            | "I'm Gonna Be Alright" (Track Masters Remix)                | Lopez, Oliver, Rooney, Samuel Barnes, Jean-Claude Olivier, Cheryl Lorraine Cook, Ronald LaPread                               | 3:53    |  |
| 4.            | "I'm Real" (Murder Remix com Ja Rule)                       | Lopez, Oliver, Rooney, L.E.S., Jeffrey Atkins, Irving Lorenzo, Rick James                                                     | 4:18    |  |
| 5.            | "Walking on Sunshine" (Metro Remix)                         | Lopez, Sean "Puffy" Combs, Mario Winans, Jack Knight, Michael "Lo" Jones, Adonis Shropshire, Karen Anderson, Mechalie Jamison | 5:50    |  |
| 6.            | "If You Had My Love" (Darkchild Master Mix)                 | Rodney Jerkins, Fred Jerkins III, LaShawn Daniels, Rooney                                                                     | 4:11    |  |
| 7.            | "Feelin' So Good" (Bad Boy Remix com P. Diddy e G. Dep)     | Rooney, Lopez, Christopher Rios, Cartagena, Combs, Steven Standard, George Logios                                             | 4:27    |  |
| 8.            | "Let's Get Loud" (Pablo Flores Remix)                       | Gloria Estefan, Kike Santander                                                                                                | 5:29    |  |
| 9.            | "Play" (Sack International Remix)                           | Anders Bagge, Arnthor Birgisson, Christina Milian, Rooney                                                                     | 4:18    |  |
| 10.           | "Waiting for Tonight" (Hex's Momentous Radio Mix)           | Maria Christensen, Michael Garvin, Phil Temple                                                                                |         |  |
| 11.           | "Alive" (Album Version)                                     | Lopez, Cris Judd, Rooney | 4:40    |  |

| Europa edição |                                                      |                                                                         |         |  |
| N.º           | Título                                               | Compositor(es)                                                          | Duração |  |
| 12.           | "Si Ya Se Acabó" (Radio Remix)                       | Manny Benito, Jimmy Greco, Ray Contreras                                | 3:33    |  |
| 13.           | "Que Ironia (Ain't It Funny)" (Tropical Dance Remix) | Lopez, Rooney, Benito                                                   | 3:18    |  |
| 14.           | "Una Noche Más"                                      | Christensen, Garvin, Temple, Benito                                     | 4:05    |  |
| 15.           | "No Me Ames" (Tropical Remix com Marc Anthony)       | Giancarlo Bigazzi, Marco Falagiani, Ignacio Ballesteros, Aleandro Baldi | 5:54    |  |

## Prêmios e indicações
| American Music Awards           | Artista Feminina de Hip-Hop/R&B Favorita                        | Jennifer Lopez                | Indicado |
| Billboard Music Awards          | Artista Feminina do Ano                                         | Jennifer Lopez                | Indicado |
| MTV Europe Music Awards         | Melhor Artista R&B                                              | Jennifer Lopez                | Indicado |
| MTV Europe Music Awards         | Melhor Artista Feminina                                         | Jennifer Lopez                | Venceu   |
| Nickelodeon Kids' Choice Awards | Cantora Feminina Favorita                                       | Jennifer Lopez                | Indicado |
| People's Choice Awards          | Performer Feminina Musical Favorita                             | Jennifer Lopez                | Indicado |
| NRJ Music Awards                | Artista Feminina Internacional do Ano                           | Jennifer Lopez                | Indicado |
| NRJ Music Awards                | Álbum Internacional do Ano                                      | J to tha L–O! The Remixes     | Indicado |
| NRJ Music Awards                | Website de Música do Ano                                        | www.jenniferlopez.com         | Venceu   |
| Teen Choice Awards              | Hottie Feminina                                                 | Jennifer Lopez                | Indicado |
| Teen Choice Awards              | Artista Feminina                                                | Jennifer Lopez                | Indicado |
| Teen Choice Awards              | Escolha de Melhor Colaboração                                   | Ain't It Funny (Murder Remix) | Indicado |
| Teen Choice Awards              | Escolha de Melhor Single Musical                                | Ain't It Funny (Murder Remix) | Indicado |
| Teen Choice Awards              | Melhor Single R&B/Hip-Hop/Rap                                   | Ain't It Funny (Murder Remix) | Venceu   |
| Billboard Latin Music Awards    | Single Dance Latino Mais Vendido                                | Alive (Thunderpuss Club Mix)  | Venceu   |
| MTV Video Music Awards          | Melhor Vídeo de Hip-Hop                                         | I'm Real (Murder Remix)       | Venceu   |
| Guinness World Records          | Primeiro Álbum de Remixes Número 1 na História da Billboard 200 | J to tha L–O! The Remixes     | Venceu   |

## Desempenho
| Tabelas musicais (2002)                         | Melhor posição |
| ----------------------------------------------- | -------------- |
| Austrália - Australian ARIA Albums Chart        | 11             |
| Áustria - Austrian Albums Chart                 | 11             |
| Bélgica - Belgian Ultratop 50 Albums (Flanders) | 8              |
| Bélgica - Belgian Ultratop 50 Albums (Wallonia) | 9              |
| Países Baixos - Dutch Albums Chart              | 5              |
| Europa - European Top 100 Albums                | 6              |
| França - French SNEP Albums Chart               | 14             |
| Alemanha - German Albums Chart                  | 5              |
| Irlanda - Irish Albums Chart                    | 6              |

| Tabelas musicais (2002)                        | Melhor posição |
| ---------------------------------------------- | -------------- |
| Japão - Japanese Oricon Albums Chart           | 44             |
| Nova Zelândia - New Zealand RIANZ Albums Chart | 3              |
| Polónia - Polish Albums Chart                  | 16             |
| Suécia - Swedish Albums Chart                  | 39             |
| Suíça - Swiss Albums Chart                     | 14             |
| Reino Unido - UK Albums Chart                  | 4              |
| Estados Unidos - Billboard 200                 | 1              |
| Estados Unidos - Top R&B/Hip-Hop Albums        | 1              |

### Certificações e Vendas
| País           | Certificadora | Certificação | Vendas    |
| -------------- | ------------- | ------------ | --------- |
| Austrália      | ARIA          | Ouro         | 35.000    |
| Canadá         | Music Canada  | Platina      | 100.000   |
| França         | SNEP          | Ouro         | 137.000   |
| Holanda        | NVPI          | Ouro         | 30.000    |
| Nova Zelândia  | RIANZ         | Ouro         | 7.500     |
| Reino Unido    | BPI           | Platina      | 300.000   |
| Estados Unidos | RIAA          | Platina      | 1.500.000 |

### Precessão e sucessão
| Precedido por Drive de Alan Jackson | Primeira posição na Billboard 200 (primeira vez) 23 de Fevereiro de 2002 | Sucedido por Drive de Alan Jackson                |
| Precedido por Drive de Alan Jackson | Primeira posição na Billboard 200 (segunda vez) 9 de Março de 2002       | Sucedido por Under Rug Swept de Alanis Morissette |